# Opština Kladovo
Die Opština Kladovo (Kyrillisch: Општина Кладово) ist eine Opština im Okrug Bor im Osten Serbiens. Verwaltungshauptstadt ist die gleichnamige Stadt Kladovo.

## Geographie
Die Gemeinde liegt im nördlichen Teil der Region Timočka Krajina. Das Gebiet, über welches sich die Gemeinde erstreckt, ist gekennzeichnet von Gebirgen.

### Grenzen und Territorium
Die nördliche, nordöstliche, nordwestliche, östliche und südöstliche natürliche Grenze zum Nachbarland Rumänien bildet der Fluss Donau. Im Westen grenzt das Territorium der Gemeinde an die Opština Majdanpek und im Süden an die Opština Negotin.
| Rumänien                            | Rumänien                                    | Rumänien |
| Opština Majdanpek                   | Kompassrose, die auf Nachbargemeinden zeigt | Rumänien |
| Opština Negotin & Opština Majdanpek | Opština Negotin                             | Rumänien |

## Städte und Dörfer
| - Brza Palanka - Davidovac - Grabovica - Kladovo - Kladušnica - Korbovo | - Kostol - Kupuzište - Ljubičevac - Mala Vrbica - Manastirica - Milutinovac | - Novi Sip - Petrovo Selo - Podvrška - Reka - Rečica - Rtkovo | - Tekija - Vajuga - Velesnica - Velika Vrbica - Velika Kamenica |

## Einwohner
Laut Volkszählung 2002 (Eigennennung) gab es 23.622 Einwohner in der Gemeinde Kladovo. Davon waren:
|                                      | Anzahl | Prozent |
| Gesamt                               | 23.622 | 100     |
| Serben                               | 21.130 | 89,49   |
| Montenegriner                        | 572    | 2,42    |
| Walachen (Rumänen südlich der Donau) | 568    | 2,40    |
| Andere (Bulgaren, Rumänen etc.)      | 1.352  | 5,69    |

## Tourismus

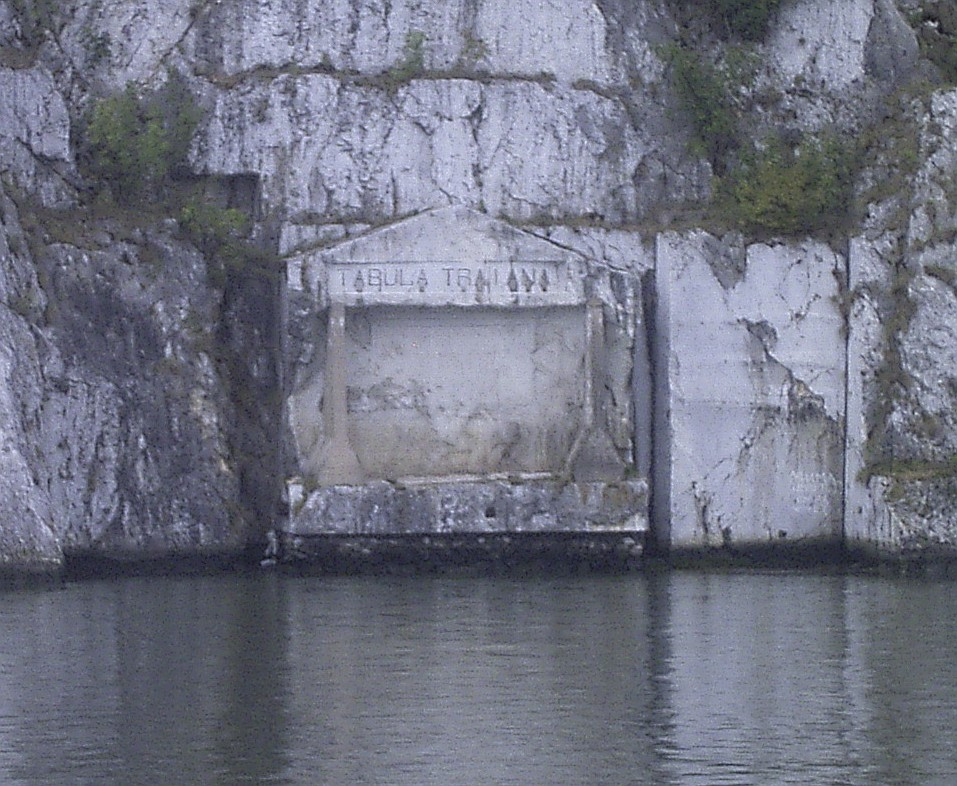
Tabula Traiana am Eisernen Tor

Da die Stadt Kladovo, welche auch die Hauptstadt dieser Gemeinde ist, in unmittelbarer Nähe des Wasserkraftwerkes Eisernes Tor (serb.: Đerdap) liegt, ist die Gemeinde ein beliebtes Touristenziel. Aber auch die vielen archäologischen Fundstätten und Wanderwege durch die Gebirge sind bei Touristen, national sowie international, beliebt.
Außerdem gibt es noch Überreste der berühmten Trajansbrücke, die von den Römern über die Donau gebaut wurde.